# Judy Junor
 (octobre 2011).
Si vous disposez d'ouvrages ou d'articles de référence ou si vous connaissez des sites web de qualité traitant du thème abordé ici, merci de compléter l'article en donnant les références utiles à sa vérifiabilité et en les liant à la section « Notes et références ».
Pour les articles homonymes, voir Junor.
Judy Junor, née le 27 juillet 1948 à Battleford-Nord dans la Saskatchewan, est une femme politique canadienne. Elle est actuellement députée provinciale de la circonscription de Saskatoon Eastview à l'Assemblée législative de la Saskatchewan sous la bannière du Nouveau Parti démocratique de la Saskatchewan.
Elle a été élue pour la première fois à l'Assemblée législative lors d'une élection partielle de 1998 après la démission de Bob Pringle (en).
Lors de l'élection saskatchewanaise du 7 novembre 2011, elle fut défaite par le candidat du Parti saskatchewanais, Corey Tochor.